# Yigu
Yigu (以古镇,  Yǐgǔ zhèn) ist eine Großgemeinde im Südwesten der Volksrepublik China. Sie gehört zum Verwaltungsgebiet des Kreises Zhenxiong, der seinerseits der bezirksfreien Stadt Zhaotong der Provinz Yunnan unterstellt ist. Die Großgemeinde Yigu verwaltet ein Territorium von 168,2 Quadratkilometern und hat 30.255 Einwohner (Stand: Zensus 2010).
Die Bevölkerungszählung des Jahres 2000 hatte eine Gesamtbevölkerung der damaligen Gemeinde Yigu (以古乡) von 14.279 Personen in 3611 Haushalten ergeben, davon 7770 Männer und 6509 Frauen.
Yigu lebt vor allem von der Landwirtschaft. Es werden auf 5150 Hektar Nahrungsmittel angebaut und im Jahre 2015 17.318 Tonnen Nahrungsmittel geerntet. Auf 100 Hektar Fläche wird Tabak angebaut, wovon 143 Tonnen geerntet wurden. Per Jahresende 2015 wurden 6871 Rinder, 34.144 Schweine, 7217 Ziegen und Schafe und 79.505 Stück Geflügel gehalten.
Die Gemeinde ist an das Straßennetz angeschlossen, es gibt Strom und fließendes Wasser. Etwa 90 % der Bewohner haben Radio- und Fernsehempfang.

## Administrative Gliederung
Auf Dorfebene setzt sich die Großgemeinde aus acht Dörfern zusammen. Diese sind Yigu (以古村), Bidaojiao (比道角村), Laoguanfang (老官房村), Yandongjiao (岩洞脚村), Heitang (黑塘村), Anerdong (安尔洞村), Xiaomiduo (小米多村) und Maiche (麦车村).
Die obengenannten Dörfer verwalten 126 Arbeitsgruppen.